# Choisy-la-Victoire
Choisy-la-Victoire é uma comuna francesa na região administrativa de Altos da França, no departamento de Oise. Estende-se por uma área de 9,97 km². Em 2010 a comuna tinha 242 habitantes (densidade: 24,3 hab./km²).